# International Socialist Tendency
Die International Socialist Tendency (IST) ist eine internationale Gruppierung sozialistisch trotzkistischer Organisationen, die sich auf die Ideen von Tony Cliff (1917–2000) beziehen.

## Politische Einordnung
Politisch ähnelt die IST vielen anderen trotzkistischen Internationalen. Die wichtigsten Unterschiede beziehen sich auf die Einschätzung der Sowjetunion, die von der IST als Staatskapitalismus gesehen wird, und nicht als degenerierter Arbeiterstaat, und auf die Theorien der permanenten Rüstungswirtschaft und der permanenten Revolution.
Im Gegensatz zu vielen anderen ähnlichen Gruppierungen hat die IST keine formalen Organisationsstrukturen und hält auch ihre Entscheidungen bedeckt. Die einzige öffentlich bekanntgewordene Entscheidung der IST ist die Trennung von der amerikanischen International Socialist Organization.

## Geschichte
Der Ursprung der IST geht auf die British Socialist Review Group zurück, deren Mitglieder – unter ihnen Tony Cliff – in den 1950er Jahren aus der Vierten Internationale ausgestoßen wurden.
In den 1960er Jahren etablierte die IST Verbindungen zu aufständischen Bewegungen in einer Reihe von Ländern, was zur Gründung von IST-Gruppen dort führte. Vermutlich die erste derartige Gruppe waren die irischen Internationalen Sozialisten (1971), weitere Gruppen wurden kurz darauf in Australien, Kanada und Westdeutschland (Sozialistische Arbeitergruppe SAG) gegründet. Zudem wurden Verbindungen zu den US-amerikanischen Independent Socialists aufgebaut, aus denen später die International Socialist Organization werden sollte; die ISUS spaltete sich aufgrund der Kontakte zur IST 1978.
Eine formale Organisationsstruktur für die IST gab es nicht, allerdings kam es seit den 1970er Jahren zu Treffen der Führerschaft der Internationalen-Sozialisten-Fraktion, üblicherweise in Verbindung mit der marxistischen Summer School der Socialist Workers Party in London. Seit den 1990er Jahren wurde der Begriff "International Socialist Tendency" für diese Gruppierung gebräuchlich.
In den 1980er wurden in Frankreich, Belgien, Dänemark, den Niederlanden, Norwegen neue Gruppierungen gegründet, und die griechische Revolutionäre Sozialistische Organisation verstärkte ihre Verbindungen zur IST. Auch türkische Mitglieder (im Exil in Westdeutschland und Großbritannien) wurden rekrutiert. Das Wachstum der IST setzte sich in den 1990er Jahren fort (Österreich, Zypern, Spanien, Neuseeland, Südafrika, Simbabwe und Korea). Auch in ehemaligen sozialistischen Staaten wurden IST-Gruppen gegründet (Polen, Tschechien). Eine russische Gruppe existierte nur kurzfristig.
Zugleich kam es in den 1990er Jahren aber auch zu ernsthaften Problemen. Zusammen mit der geographischen Ausweitung kam es auch zu Verlusten und Fragmentationen. Es gab eine Reihe von Abspaltungen, die unabhängig voneinander darauf zurückgeführt wurden, dass die interne Organisation der IST bürokratisch und undemokratisch geworden sei. Spaltungen und Probleme gab es u. a. in Deutschland, Südafrika, Irland, Simbabwe, Australien, Neuseeland, Kanada, Frankreich und Belgien.
In den letzten Jahren setzte sich diese zwiespältige Entwicklung fort. Auf der einen Seite wurde eine Reihe neuer Gruppen gebildet (etwa in Finnland, Uruguay und Ghana). Zugleich spalteten sich die größten Organisationen außerhalb Großbritanniens und die US-amerikanische International Socialist Organisation wurde aufgrund von unterschiedlichen Meinungen über die Bedeutung der Antiglobalisierungsbewegung nach den Demonstrationen in Seattle aus der IST ausgestoßen. Ähnliches passierte in Griechenland.

## IST-Mitgliedsgruppen
Unvollständige Liste von IST-Mitgliedsorganisationen:
- Devrimci Sosyalist İşçi Partisi, Türkei
- Comunismo dal basso, Italien
- En Lucha, Spanien
- Ergatiki Demokratia, Zypern
- Internasjonale Sosialister, Norwegen
- Internationale Socialister, Dänemark
- Internationale Socialisten, Niederlande
- Solidarity, Australien
- International Socialist Organisation, Ghana
- International Socialist Organization, Puerto Rico
- International Socialist Organization, Simbabwe
- International Socialists, Kanada
- Internationella Socialister, Schweden
- Izquierda Revolucionaria, Uruguay
- Keep Left, Südafrika
- Klum Prachatipatai Rangarn, Thailand
- Linksruck, Deutschland im September 2007 aufgelöst, Nachfolgeorganisation marx21
- Linkswende, Österreich
- Pracownicza Demokracja, Polen
- Socialisme par en bas, Frankreich
- Socialismo Internacional, Brasilien
- Socialistická Solidarita, Tschechien
- Sosialistiko Ergatiko Komma, Griechenland
- Sosialistiliitto, Finnland
- Socialist Workers Organization, Neuseeland
- Socialist Workers Party, Großbritannien
  - Socialist Worker Platform (in der Scottish Socialist Party)
- Socialist Workers Party, Irland